# Dreams After Death
Dreams After Death ist eine 2010 gegründete Gothic-Metal- und Funeral-Doom-Band.

## Geschichte
Nachdem András Illés mehrere Jahre in verschiedenen erfolglosen Bands agierte gründete er Dreams After Death um eigene kreativen Ideen zu verwirklichen. Als zentrales und namensgebendes Thema wählte Illés den Tod und Fragen nach dem Jenseits.
Nach dem Demo Genesis ging Illés eine Kooperation mit Endless Winter für die Veröffentlichung des Debütalbums Embraced by the Light im Jahr 2011 ein. Zwei Jahre später folgten über GS Productions das Album Fading Chains sowie das mit Nagaarum gemeinsam gestaltete Split-Album Kuiper. Noch im selben Jahr kündigte er ein weiteres Album unter dem Titel Lucid Dream an, welches jedoch ausblieb.
Insbesondere das Debüt Embraced by the Light wurde international lobend rezipiert. Das Debüt wurde als „sehr gut und abwechslungsreich“, „voller Erfolg“ sowie „ein sehr beeindruckendes Album, das den meisten Fans des Funeral Doom gefallen sollte, solange Sie nichts gegen den seltsamen Gothic-Rock-Umweg“ einzuwenden wüssten und „perfekt“ gewertet. Mitunter wurde Embraced by the Light als Ankündigung einer nahenden Übernahme der Speerspitze des Genres durch Dreams After Death gewertet.

## Stil
Die von Dreams After Death gespielte Musik wird überwiegend dem sublimen, atmosphärischen und melodischen Funeral Doom zugerechnet. Zum einordnenden Vergleich wird auf The Howling Void, Lethargy of Death und Night of Suicide verwiesen. Das Ein-Mann-Funeral-Doom-Projekt, stützt sich nach Doom-Metal.com auf ein stereotypes Genre-Gerüst des Funeral Doom und Gothic Metal. Ausladende Keyboard-Passagen, „zermalmende Gitarren und tiefes Growling vermitteln ein Gefühl herrlicher Weite.“

## Diskografie
- 2010: Genesis (Demo, Selbstverlag)
- 2011: Embraced by the Light (Album, Endless Winter)
- 2013: Fading Chains (Album, GS Productions)
- 2013: Kuiper (Split-Album mit Nagaarum, GS Productions)